# Dienst der Werkzaamheden van het Gedemobiliseerde Leger
De Dienst der Werkzaamheden van het Gedemobiliseerde Leger (DWGL) ook wel bekend als Office de Travaux de l'Armée Démobilisé (OTAD) was een Belgische overheidsdienst dat tijdens de Duitse bezetting gedurende de Tweede Wereldoorlog de belangen van de gedemobiliseerde militairen moest behartigen. Onder de Franstalige afkorting "OTAD" was deze dienst bekend bij het grote publiek.

## Oprichting
Het initiatief voor deze dienst kwam van Koning Leopold III met goedkeuring van de Duitse bezetter. De Koning zou zich ook "de vader van de OTAD" noemen. Men wilde contact kunnen houden met de officieren van het gedemobiliseerde leger met het oog op de "vernieuwde onafhankelijkheid" van België en het behouden van de korpsgeest.
De dienst werd opgericht bij besluit van 31 augustus 1940 en ressorteerde onder het ministerie van Financiën. De structuur van deze dienst voorzag in drie onderafdelingen (personeel, financiën, technische aangelegenheden)  die overeenstemden met die van het ministerie van Landsverdediging.
Bij de oprichting speelde generaal Van Overstraeten, militair raadgever van de koning een belangrijke rol. Generaal Keyaerts, die op 9 september 1940 werd bevrijd uit het kamp in Tibor, na tussenkomst van de Duitse verbindingsofficier kolonel Werner Kiewitz, werd aangesteld om de dienst te leiden. Als tweede in bevel werd geopteerd voor kolonel Georges Goethals, ex-militair attaché in Berlijn.
De twee konden al onderhandelend met de Militärverwaltung zijn medewerkers uitkiezen uit de gerepatrieerde hogere officieren die vanaf oktober 1940 in Rottenburg vastzaten. 

## Taken
Kort na de Belgische overgave wilde Van Overstraeten een nieuw territoriaal leger oprichten en hiermee de Belgische officieren in het land houden. Omdat een groot deel van de officieren naar Duitsland werd weggevoerd mislukte dit oorspronkelijke plan. Via de OTAD hoopte de generaal dit toch tot een goed einde te brengen. Leopold III drong tijdens het onderhoud in Berchtesgaden bij Adolf Hitler er op aan om over een klein leger van zo'n 15.000 man te kunnen beschikken. Dit leger zou de regering bijstaan voor ordehandhaving bij het sluiten van vrede. Dit werd echter geweigerd naast het verzoek om alle Belgische krijgsgevangenen te laten terugkeren naar huis.
De officiële opdracht van de Dienst der Werkzaamheden van het Gedemobiliseerde Leger hield in: zich met het afwikkelen van alle problemen van de opeisingen van in de periode 1939-1940. De betaling van de wedden, het regelen van pensionering en eventuele werkverschaffing van gedemobiliseerde beroepsmilitairen vielen ook onder de bevoegdheid van de dienst. Deze militairen konden namelijk onmogelijk hun beroep verder uitoefenen.

## Rol bij krijgsgevangenen
De activiteiten kregen een monarchistisch, humanitair kantje. Deze activiteiten moesten ervoor zorgen dat de krijgsgevangenen niet vergaten dat het lot van koning Leopold III het hunne was. De dienst stuurde hulppakketten naar de krijgsgevangen om het leven in de kampen dragelijker te maken. 
Na de deelname van de Verenigde Staten aan de oorlog kon de OTAD niet langer garant staan voor de gevangenen. De dienst kon wel verkrijgen dat er een  "Delegatie van de Verbindingsdienst van de Belgische Krijgsgevangenen", alias  «Commissie 't Serclaes» werd opgericht op 20 mei 1942. Deze organisatie werd genoemd naar haar belangrijkste vertegenwoordiger  graaf  Jacques 't Serclaes de Wommersom. Vanaf 30 juni '42 bezocht deze commissie verschillende kampen om de morele en materiële toestand van de Belgische krijgsgevangenen in de Duitse kampen na te gaan en deze indien mogelijk te verbeteren.
De krijgsgevangen hadden echter enig wantrouwen in de bezoekers die er de hand van de bezetter in zagen. Toch kon zij in tegenstelling tot de "Commission Scapini" van Vichy-Frankrijk apolitiek blijven en kleine toegevingen van de Duitsers verkrijgen.

## Ontbinding
Tijdens het verdere verloop van de oorlog had de Duitse bezetter andere katten te geselen waardoor andere prioriteiten gesteld werden. Daarnaast waren de Duitsers van mening dat de OTAD haar niet veel opbracht. Er zouden zich in de dienst personen bevinden die de haar gebruikten als dekmantel voor verzetsactiviteiten. Keyaerts en Goethals werden op 7 januari 1944 de laan uitgestuurd, waarna kolonel Tricot de leiding van de dienst overnam.
Op 14 april 1944 werd de OTAD ontbonden. Pogingen tot heroprichting als een vage "Dienst voor de Afwikkeling van de militaire Uitgaven" mislukten.